# Ammoxenus kalaharicus
Espèce
Ammoxenus kalaharicus est une espèce d'araignées aranéomorphes de la famille des Gnaphosidae.

## Distribution
Cette espèce se rencontre au Botswana et en Afrique du Sud au Cap-Occidental et au Cap-du-Nord,.

## Description
La femelle holotype mesure 6,4 mm.
Ammoxenus kalaharicus est une araignée termitivore.

## Systématique et taxinomie
Cette espèce a été décrite par Benoit en 1972.

## Étymologie
Son nom d'espèce lui a été donné en référence au lieu de sa découverte, le désert du Kalahari.

## Publication originale
- Benoit, 1972 : « Révision des Ammoxenidae (Araneae-Labidognatha). » Revue de Zoologie et de Botanique Africaines, vol. 86, p. 179-191.